# Punta dels Forcats
La punta dels Forcats, o punta des Forcats, és un tram de penyes altes situada entre Calella de Palafrugell i cap Roig, al municipi de Palafrugell (Baix Empordà). Entre la munió de petits esculls que s'arredossen a banda i banda de la punta, per la part de fora hi ha l'escull de forma cònica anomenat piló dels Forcats i, entremig, l'estret del mateix nom.
| «                                        | Vaig a passeig cap a la punta dels Forcats, seguint el litoral. Des dels Forcats —o des del mar— Calella ofereix una visió de meravella. Les llumetes del pobles, cap al tard, amb vidres dels fanals humitejats pel vent, la quietud, el silenci. | » |
| — Josep Pla, El quadern gris (OC I, 730) | |   |